# Gerichtsbezirk Klagenfurt

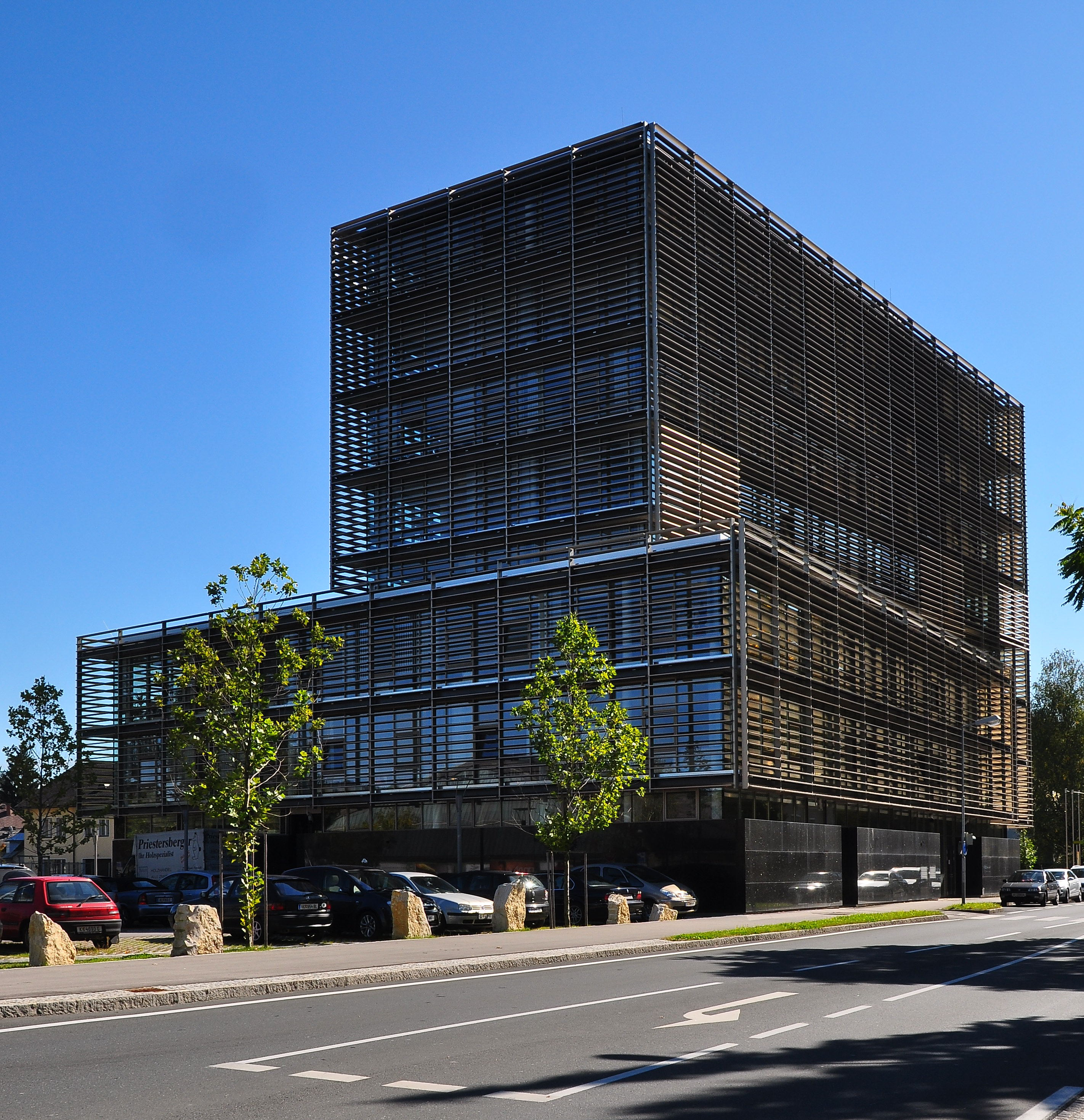
Bezirksgericht Klagenfurt

Der Gerichtsbezirk Klagenfurt ist einer von elf Gerichtsbezirken in Kärnten und umfasst die Statutarstadt Klagenfurt am Wörthersee sowie einen Teil der Gemeinden im Bezirk Klagenfurt-Land. Der übergeordnete Gerichtshof ist das Landesgericht Klagenfurt.

## Gemeinden

### Statutarstadt
- Klagenfurt am Wörthersee (104.866 Ew.)

### Marktgemeinden
- Ebenthal in Kärnten (8.243)
- Grafenstein (3.063)
- Maria Saal (4.006)
- Moosburg (4.594)
- Schiefling am Wörthersee (2.681)

### Gemeinden
- Keutschach am See (2.436)
- Köttmannsdorf (3.155)
- Krumpendorf am Wörthersee (3.525)
- Ludmannsdorf (1.791)
- Magdalensberg (3.708)
- Maria Rain (2.719)
- Maria Wörth (1.648)
- Poggersdorf (3.303)
- Pörtschach am Wörther See (2.941)
- Techelsberg am Wörther See (2.226)